# مسعود علي محمدي
مسعود علي محمدي (1960 - 12 يناير 2010)، عالم فيزياء الجسيمات إيراني متخصص في الفيزياء الرياضية. اغتيل بانفجار استهدفه عندما كان خارجاً من منزله للذهاب إلى الجامعة في طهران. اتهمت إيران الولايات المتحدة وإسرائيل بالمسؤولية عن الحادث، بينما نفت وزارة الخارجية الأمريكية الإتهامات الإيرانية.

## آراء سياسية
كان محمدي واحدا من ضمن 420 أستاذ جامعة، والذين قد وقعوا على خطاب تدعيم مير حسين موسوي.
وفي الوقت نفسه، فهناك بعض الأقاويل حول تعاون د. علي محمدي مع حرس الثورة الإسلامية في بعض المشروعات البحثية.

## اغتياله
وقتل مسعود محمدي في انفجار دراجة مفخخة وضعت قرب منزله شمالي العاصمة طهران. وذكر التلفزيون الإيراني أن القنبلة وضعت في دراجة نارية بالقرب من منزل الأستاذ الجامعي وتم تفجيرها بالتحكم عن بعد لدى مروره قربها.
محمدي كان بين قائمة من 240 أستاذا جامعيا أعلنوا تأييدهم لمرشح الانتخابات الخاسر الزعيم الإصلاحي مير حسين موسوي.
وصدر لمحمدي أكثر من 50 مؤلفا وبحثا نشرت في الدوريات العلمية.
وكانت صحيفة ديلي تلغراف البريطانية كشفت قبل نحو عام عن إطلاق إسرائيل ما سمّتها بحرب خفية ضد إيران لعرقلة برنامجها النووي، واغتيال كبار العاملين فيه.